# Xenia Borisovna av Ryssland
Xenia Borisovna av Ryssland, född 1582, död 1622, var en rysk tsarevna (prinsessa), dotter till tsar Boris Godunov och Maria Grigorievna Skuratova-Belskaya. 
Hon beskrivs som vacker och bildad. Flera äktenskap diskuterades för hennes del. Hon föreslogs gifta sig med Gustav Eriksson Vasa, men trolovningen bröts år 1600. Hon föreslogs sedan gifta sig med prins Hans av Danmark (1583-1602), men hann avled innan giftermålet hann äga rum. 
Hennes far avled 1605, och efterträddes av hennes bror under deras mors förmynderskap. Efter en kort regeringstid avsattes hennes bror och mördades tillsammans med deras mor av Falske Dmitrij. Xenia tillfångatogs och ska ha blivit utsatt för våldtäkt av Dmitrij, som höll henne kvar i sin bostad under fem månader. När Dmitrij skulle gifta sig, lät han flytta Xenia till ett kloster, där hon tvingades bli nunna. 